# 宮崎光行
宮崎 光行（みやざき みつゆき、1966年11月24日 - ）は、ホッカイドウ競馬に所属していた元騎手。札幌市立西陵中学校卒業。

## 来歴
騎手になったきっかけは親が競馬好きで背が低いためなれると思ったため。中学3年生の時は体重が32kgしかなかったという。
道営競馬の須藤三千夫厩舎に所属に所属し、1984年9月30日に札幌競馬、第2競走でツルギスターに騎乗しデビューする。勝負服は師匠である須藤の「緑・胴白元禄」を受け継いだ。
同年10月21日に札幌競馬第7競走でイケノヨウミドリで優勝し初勝利を挙げた。
1989年には赤レンガ記念をツルギエイカンで制し重賞初制覇、当馬で同年の第1回ブリーダーズゴールドカップで3着に入る。
1993年、デビュー9年目にして初の道営リーディングジョッキーとなる。
1996年にはキングユーカーで第1回グランシャリオカップで2着に入る。  
1997年、JRAで初騎乗し、翌年のちの重賞勝ち馬であるチェックメイトでJRA初勝利を果たす。
2004年、地方通算1000勝を達成。
2010年、北海道2歳優駿をカネマサコンコルドで制し、ダートグレード競走初制覇。
2013年にハッピースプリントとのコンビで北海道2歳優駿を制すと、全日本2歳優駿も制し、JpnI初制覇を飾る。
2019年、地方通算2000勝を達成。同年ヒダカソウカップをクオリティスタートで制し、ホッカイドウ競馬最高齢重賞勝利達成（52歳6月27日）。
2024年10月30日門別11Rトモノシルバーで4着になったのを最後に騎乗することなく、2025年6月3日付けで騎手免許を返納し現役を引退した。

## 主な騎乗馬
- ツルギエイカン（1989年赤レンガ記念）
- ゴールデンセンプー（1990年北海盃・アラブ優駿、1992年銀杯）
- フィニッシュライン（1991年・1992年はまなす賞、1991年銀杯・帝冠賞）
- スノーファンタジー（1991年フラワーカップ・アラブ3才争覇）
- グレートイーグル（1992年ゴールドトロフィー）
- ホロトマイケル（1993年赤レンガ記念）
- キタノカンセイ（1994年はまなす賞）
- サダノチャンピオン（1994年アラブ3才争覇・ジュニアチャンピオン、1995年北海盃・帝冠賞・黄菊賞）
- スイートセブン（1994年北海道3歳優駿）
- ステイブルライン（1996年ゴールドトロフィー・ジュニアチャンピオン、1997年北海盃・アラブ優駿・アラブ王冠）
- ロンガーワンダー（1997年栄冠賞、1998年北海優駿）
- ミチノクセンプー（1999年ジュニアチャンピオン）
- ヒットパーク（2000年赤レンガ記念・道営記念）
- ディーエスジャック（2001年赤レンガ記念）
- ウィンメッセージ（2001年サンライズカップ）
- チェイスチェイス（2002年赤レンガ記念）
- ディーエスアロー（2002年華月賞）
- オーゴンプリンス（2002年サンライズカップ）
- ウィナーズキャロル（2003年フロイラインカップ）
- アブソルートダンス（2004年栄冠賞）
- カネマサドゥイット（2005年サンライズカップ）
- バンブーボカ（2005年瑞穂賞・道営記念）
- ジンクライシス（2007年道営記念）
- ラブストレングス（2008年北斗盃）
- エイブルインレース（2008年ジュニアグランプリ）
- チョットゴメンナ（2008年サンライズカップ）
- アラベスクシーズ（2009年北海優駿）
- クラキンコ（2010年北海優駿、王冠賞、2013年ノースクイーンカップ）
- エルイエロー（2010年サンライズカップ）
- カネマサコンコルド（2010年北海道2歳優駿）
- ピエールタイガー（2011年北海優駿）
- クリノエリザベス（2013年リリーカップ）
- ハッピースプリント（2013年サンライズカップ・北海道2歳優駿・全日本2歳優駿、2015年浦和記念）
- ラブミーブルー（2013年ブロッサムカップ、2014年北斗盃）
- クラグオー（2014年ステイヤーズカップ）
- ステファニーラン（2014年フローラルカップ）
- アウヤンテプイ（2014年・2015年道営スプリント）
- タイムビヨンド（2016年ノースクイーンカップ）
- ヒガシウィルウィン（2016年サンライズカップ）
- ミスマンマミーア（2017年フローラルカップ）
- クオリティスタート（2019年ヒダカソウカップ）
- ミステリーベルン（2019年フローラルカップ・金沢シンデレラカップ）
- ヘイセイメジャー（2019年イノセントカップ・サッポロクラシックカップ）
- ティーズダンク（2019年サンライズカップ）
- ネーロルチェンテ（2019年ブロッサムカップ）
- ステージインパクト（2020年赤レンガ記念）
- ソルサリエンテ（2020年エトワール賞）
- クラキングス（2021年星雲賞）